# Dacryodes leonardiana
Dacryodes leonardiana är en tvåhjärtbladig växtart som beskrevs av R. Pierlot. Dacryodes leonardiana ingår i släktet Dacryodes och familjen Burseraceae. Inga underarter finns listade i Catalogue of Life.